# Satz von Hefer
Der Satz von Hefer ist ein Satz aus der Funktionentheorie mehrerer komplexer Variablen. Er ist benannt nach Hans Hefer, der ihn 1941 in seiner Dissertation bewies.
Anschaulich gesehen trifft der Satz eine Aussage, wann die Differenz von Funktionswerten {\displaystyle f(z)-f(w)} als eine Summe zerlegt werden kann, deren Summanden aus der Differenz der Koordinateneinträge {\displaystyle z_{i}-w_{i}} und holomorphen Funktionen {\displaystyle g_{i}(z,w)} bestehen.

## Aussage
Sei {\displaystyle G\subset \mathbb {C} ^{n}} ein Holomorphiegebiet und {\displaystyle f:G\mapsto \mathbb {C} } eine holomorphe Funktion. Dann existieren holomorphe Funktionen {\displaystyle g_{1},\cdots ,g_{n}} auf {\displaystyle G\times G}, sodass
{\displaystyle f(z)-f(w)=\sum _{j=1}^{n}(z_{j}-w_{j})\,g_{j}(w,z)}
für jedes {\displaystyle z=(z_{1},\ldots ,z_{n}),w=(w_{1},\ldots ,w_{n})\in G} gilt.
Im eindimensionalen Fall vereinfacht sich die Aussage zu
{\displaystyle f(z)-f(w)=(z-w)\,g(z,w),}
wobei
{\displaystyle g(z,w)={\begin{cases}{\frac {f(z)-f(w)}{z-w}}&z\neq w,\\f'(z)&z=w.\end{cases}}}

## Lemma von Hefer
Der Beweis des Satzes folgt aus einem Lemma, das ebenfalls von Hefer bewiesen wurde.
Sei {\displaystyle G\subset \mathbb {C} ^{n}} ein Holomorphiegebiet  und {\displaystyle f:G\mapsto \mathbb {C} } eine holomorphe Funktion, für die
{\displaystyle f(0,\cdots ,0,z_{k+1},z_{k},\cdots ,z_{n})\equiv 0}
für {\displaystyle (0,\cdots ,0,z_{k+1},z_{k},\cdots ,z_{n})\in G} gilt. (Das heißt: {\displaystyle f} soll auf der Schnittmenge von {\displaystyle G} und dem Unterraum, in dem die ersten {\displaystyle k} Komponenten {\displaystyle 0} sind, identisch {\displaystyle 0} sein.)
Dann gibt es holomorphe Funktionen {\displaystyle g_{1},\cdots ,g_{n}} auf {\displaystyle G}, sodass
{\displaystyle f(z)=\sum _{j=1}^{n}z_{j}g_{j}(z)}
für jedes {\displaystyle z=(z_{1},\ldots ,z_{n})\in G}.